# Dipartimento di Totonicapán
Il dipartimento di Totonicapán è uno dei 22 dipartimenti del Guatemala, il capoluogo è la città di Totonicapán.

## Comuni
Il dipartimento di Totonicapán conta 8 comuni:
- Momostenango
- San Andrés Xecul
- San Bartolo
- San Cristóbal Totonicapán
- San Francisco el Alto
- Santa Lucía la Reforma
- Santa María Chiquimula
- Totonicapán